# جنيفر إيبرهارت
جنيفر إيبرهارت (بالإنجليزية: Jennifer Eberhardt)‏ هي عالمة نفس أمريكية، ولدت في 1965 في كليفلاند في الولايات المتحدة.